# Dan et Danny : Project Eden
Pour plus de détails, voir Fiche technique et Distribution.
Dan et Danny : Project Eden (Dirty pair - project Eden) est un film d'animation japonais réalisé par Kōichi Mashimo, sorti en 1987.

## Fiche technique
- Titre : Dan et Danny - Project Eden
- Réalisateur : Kōichi Mashimo
- Directeur de la photographie : Hiriyuki Hoshuyama
- Compositeur : Kenzou Shiguma
- Créateur original : Haruka Takachiho
- Design des personnages  : Tsukasa Dokite
- Directeur artistique : Mitsuharu Miyamae
- Design des Mecha : Kazutaka Miyatake
- Supervision général : Koichi Mashimo
- Animation clef : Koji Morimoto
- Producteur : Hironori Nakagawa et Yoshihide Kondo
- Pays d'origine : Japon
- Année de production : 1987
- Format : Couleurs - X - X - 35 mm
- Genre : science-fiction
- Durée : 84 minutes
- Dates de sortie : 14 mars 1987

## Distribution
- Kyouko Tonguu : Kei
- Saeko Shimazu : Yuri
- Chikao Ōtsuka : Whatsman
- Katsuji Mori : Carlson D. Carlson
- Ikuya Sawaki : Goolley
- Juurouta Kosugi : Darain
- Kayoko Fujii : Secretaire
- Kazue Komiya : Rita, Sandra
- Naoki Makishima : Mughi/Nammo
- Osamu Kobayashi : Chief Manager
- Sayuri Ikemoto : Miraruda
- Shunsuke Shima : Dr. Bolkov
- Takaya Hashi : Brian

## Commentaire
Édité par Dybex.
Les graphismes de la séquence d'ouverture, surtout les fonds, sont à l'évidence très inspirés par ceux du dessinateur de romans graphiques Philippe Druillet[réf. souhaitée].